# Matti Nykänen
Matti Ensio Nykänen (Jyväskylä, Finska, 17. srpnja 1963. – 4. veljače 2019.)  je finski skakač na skijama, četverostruki pobjednik Zimskih olimpijskih igara.
Nykänen je dominirao ovim sportom 1980-ih godina, kada je uglavnom pobjeđivao na svim natjecanjima na kojima je nastupao. Vrhunac karijere mu je nastup na Zimskim olimpijskim igrama u Calgaryju 1988. godine kada je pobijedio u obje pojedinačne discipline te u momčadskom natjecanju. Uz pet olimpijskih medalja (četiri zlatne) ima i devet medalja sa Svjetskih prvenstava (pet zlatnih), te čak 22 medalje s nacionalnih prvenstava Finske (13 zlatnih). Zbog svojih rezultata i dominacije nad konkurencijom tijekom karijere općenito se Nykänena smatra jednim od najboljih skakača na skijama u povijesti.
Za vrijeme te posebno nakon karijere Nykänen je na sebe skretao pažnju sklonošću prema alkoholu, brojnim vjenčanjima i razvodima, povremenin nasilnim ispadima te neuspješnom karijerom pop-pjevača. Optužen je i za pokušaj ubojstva obiteljskog prijatelja (ubo ga nožem) i osuđen je na 26 mjeseci zatvora, a odradio je godinu dana.